# (38027) 1998 QE14
1998 QE14 (asteroide 38027) é um asteroide da cintura principal. Possui uma excentricidade de 0.13580330 e uma inclinação de 11.91243º.
Este asteroide foi descoberto no dia 17 de agosto de 1998 por LINEAR em Socorro.